# An Lu-šan
An Lu-šan (čínsky pchin-jinem Ān Lùshān, znaky zjednodušené 安禄山, tradiční 安祿山, asi 703 – 29. ledna 757) byl tchangský generál sogdsko-turkického původu, který se vzbouřil v povstání An Lu-šana a prohlásil císařem říše Jen. Dobyl velkou část severní Číny, ale jeho syn An Čching-sü ho nechal zabít a stal se novým jenským císařem.
An Lu-šan byl synem sogdského otce a turkické matky spřízněné s panovníky druhého turkutského kaganátu. Po převratu v kaganátu roku 716 rodina An přišla o vliv a prchla do říše Tchang. An Lu-šan vstoupil do tchangské armády a postupně v ní získal vysoké postavení, když dosáhl velení nad vojsky v severovýchodní Číně se sídlem ve Fan-jangu (dnešní Peking), jemu podřízená armáda měla na dvě stě tisíc vojáků. Měl dlouhá léta dobré vztahy s ministrem Li Lin-fuem, který stál v čele tchangské vlády, těšil se podpoře císaře Süan-cunga a byl dokonce adoptován císařovou nejoblíbenější konkubínou Jang Kuej-fej. Po smrti Li Lin-fua začátkem roku 753 v tchangské vládě získal převahu ministr Jang Kuo-čung, který An Lu-šanovi nevěřil. Napjaté vztahy mezi nejmocnějším generálem a nejmocnějším politikem říše přetrvávaly i roku 754. V létě 755 už An Lu-šan z obavy o svůj život odmítl přijet do Čchang-anu a koncem roku o An Lu-šanově věrnosti začal pochybovat i císař. Nakonec v závěru roku 755 An Lu-šan povstal a začátkem roku 756 se prohlásil císařem. Jeho armády obsadily severovýchod Číny a také obě hlavní města tchangské říše, Luo-jang a Čchang-an, poté se však jejich postup zastavil. Mezitím An Lu-šan ztratil zrak a svou vznětlivostí a krutostí pozbyl podporu bezprostředního okolí. Koncem roku 757 se nejstarší žijící An Lu-šanův syn An Čching-sü, obávající se o svůj život (protože An Lu-šan dával přednost jednomu z mladších synů, An Čching-enovi), spojil s otcovými generály a An Lu-šana zavraždili.

## Jméno
Příjmení An Lu-šana, An, dávali tehdejší Číňané Sogdijcům z Buchary, čínsky nazývané An-kuo (安國). Lu-šan je nejspíše čínský přepis sogdijského jména Rochšan, „Zářící“.

## Život do povstání

### Původ a mládí

Pohraniční vojenské oblasti v říši Tchang, kolem roku 745. Uvedeny početnost vojsk, název a sídlo oblasti.

An Lu-šan byl synem turkické matky z rodu Ašide, druhého nejvlivnějšího rodu druhého turkutského kaganátu, v moci ustupujícímu pouze vládnoucímu rodu Ašina, a sogdského otce. Jeho otec An Jen-jen zřejmě přišel do turkické stepi nikoliv ze Sogdiany (sogdské vlasti ve střední Asii), ale z Ordosu, kde na přelomu 7. a 8. století žila početná sogdská komunita, k jejíž správě zřídila tchangská vláda šest krajů. An Jen-jen zaujímal ve východoturkutském kaganátu vysoké postavení, roku 716 však rodina neuspěla v mocenských střetech v kaganátu a prchla do říše Tchang. Totiž roku 716 po úmrtí Kapaghan-kagana zlikvidoval jeho rodinu a stoupence ve státním převratu jeho synovec Bilge-kagan, který se tím stal novým vládcem východoturkutského kaganátu. Rodina An Lu-šana zřejmě patřila k stoupencům zemřelého kagana. O An Jen-jenovi se prameny dále nezmiňují, zřejmě zemřel, a An Lu-šana vychovávali příbuzní, a sice strýc An Po-ču. An Lu-šan tak vyrůstal společně se strýcovými syny, svými bratranci S’-šunem a Jüan-čem. An Po-ču sloužil v tchangské armádě, k roku 742 zastával generálskou funkci tu-č’ ping-ma-š’ (velitele odpovědného za proviant a koně) ve štábu ťie-tu-š’ (vojenského guvernéra) oblasti Che-si, bojoval s Tibeťany. Pod An Po-čuem sloužili i jeho synové, a mimo jiné i důstojník turkicko-chotanského původu Ke-šu Chan který později dosáhl vysokých hodností a zahynul v boji proti povstání An Lu-šana.
Podle tradičního podání An Lu-šan v mládí působil na pohraničních trzích jako tlumočník (a zloděj a násilník), za krádež ovce byl generálem Čang Šou-kuejem odsouzen k trestu smrti, ale svou nebojácností dosáhl omilostnění a zařazení do vojska. V armádě se vyznamenal, rychle postupoval a záhy dosáhl generálské hodnosti. Kanadský sinolog Edwin Pulleyblank příběh odmítl s tím, že jde o nevěrohodné klišé o hrdinovi, který začínal z nízkého postavení kriminálníka, navíc v paralelním příběhu přisouzené i Š’ S’-mingovi (An Lu-šanův generál, který svrhl An Lušanova syna a nástupce a převzal vládu nad povstaleckým státem). Naproti tomu francouzský historik Étienne de la Vaissière míní, že An Lu-šan tlumočníkem na pohraničních trzích být mohl, tchangští historikové ostatně zdůrazňují jeho jazykové znalosti (údajně ovládal šest jazyků), za zajímavější však má, že čínští tchangští historikové pokládali tlumočníka za typicky sogdskou profesi.

### Služba vtchangské armádě
An Lu-šan zřejmě, stejně jako synové An Po-čua, také od mládí sloužil v tchangské armádě. Roku 733 utrpěla tchangská vojska na severovýchodě porážku od Kitanů. Tchangská vláda reagovala přeložením do kritického regionu generála Čang Šou-kueje, který úspěšně bojoval s Tibeťany jako ťie-tu-š’ Lung-jou od roku 729. Při následném tažení Čang Šou-kueje proti Kitanům a Tatabům téhož roku 733 se An Lu-šan vyznamenal a císař Süan-cung ho jmenoval do generálské funkce zástupce ťie-tu-š’ v Jou-čou (tedy Čang Šou-kueje). V bojích s Kitany vynikl i ve válečné kampani 734, kdy byli Kitani tak rozbiti, že následující rok zůstala hranice klidná. V letech 733–735 se účastnil války se státem Parhe (Po-chaj) v jižním a jihovýchodním Mandžusku. Roku 736 An Lu-šan utrpěl těžkou porážku od Kitanů a byl odsouzen k smrti. Podařilo se mu získat milost, ztratil ale své tituly a postavení. Během několika měsíců je však získal zpět jako odměnu za opětovné úspěchy v bojích. V následujících letech válčil na hranici a postupoval ve funkcích, přitom se mu podařilo nezaplést se do skandálu Čang Šou-kueje (odvolaného roku 739 poté, co vyšlo najevo, že neúspěšné tažení svého generála falešně vydával za úspěšné a podplatil eunušského inspektora vyšetřujícího dění).
Roku 742 ho přijal císař, od kterého obdržel hodnost piao-čch’ ta ťiang-ťün („velký generál chrabré kavalérie“) a byl povýšen na ťie-tu-š’ Pching-lu, 744 i Jou-čou (přejmenovaného na Fan-jang) a od roku 751 ještě Che-tungu. Kromě roku 750 obdržel navíc úřad komisaře civilní správy (cchaj-fang čchu-č’ š’) Che-peje, a roku 754 úřad komisaře císařských stájí pro pastviny v oblasti Lung-jou. Povýšení An Lu-šana bylo součástí politiky Li Lin-fua, který v letech 734–753 stál v čele tchangské vlády. Li Lin-fu se v zájmu upevnění svých mocenských pozic snažil vytlačit své oponenty z úřadů vojenských guvernérů ťie-tu-š’. Zprvu sám spojil své funkce v metropoli s úřadem ťie-tu-š’ Che-si a Lung-jou a svého stoupence nechal jmenovat ťie-tu-š’ Šuo-fangu, přičemž v obou případech funkci ťie-tu-š’ fakticky vykonávali jejich zástupci. Dohled nad pohraničními armádami prostřednictvím zástupců se však ukázal neefektivním a Li Lin-fu se proto rozhodl do úřadů ťie-tu-š’ jmenovat úspěšné generály nečínského původu, kteří by zlepšili obranu říše, ale nepředstavovali pro něj politické rivaly usilující o jeho nahrazení. Postupně tak prosadil jmenování An Lu-šana do čela tří regionů severovýchodu, zatímco na severu a severozápadě se ťie-tu-š’ Che-si stal An S’-šun, (roku 747) ťie-tu-š’ Lung-jou Ke-šu Chan a téhož roku ťie-tu-š’ An-si Kao Sien-č’, generál kogurjoského původu. Roku 750 byl pak An S’-šun přeložen do Šuo-fangu a roku 753 Ke-šu Chan k Lung-jou dostal ještě i Che-si. Velení nad vojsky severozápadního, severního a severovýchodního pohraničí od střední Asie po Koreu se tak ocitlo v rukách generálů nečínského původu.
Moc a vliv An Lu-šana se zakládala na velikosti podřízených vojsk, která měla na 200 tisíc mužů, přičemž zvláště se opíral o naprosto loajální osmitisícový elitní sbor svých „adoptivních synů“. Ve své funkci vojenského guvernéra ťie-tu-š’ severovýchodního pohraničí udržoval úzké styky s obchodníky účastnícími se pohraničních trhů, vesměs Sogdy. Podle tradičního podání přibližně od roku 743 využíval těchto styků k zajištění zdrojů pro povstání. De la Vaissière to vnímá jako potvrzení vzájemného propojení turkicko-sogdského prostředí pohraničních vojsk s prostředím sogdských obchodních sítí v tchangské Číně, propojení a splývání, které posílilo nečínský charakter obého a vyústilo v proticizineckou reakci Číňanů během a po povstání An Lu-šana.
An Lu-šan udržoval dobré vztahy s Li Lin-fuem a před čchanganským dvorem si pěstoval obraz přímého až hrubého a neotesaného barbara, vzdáleného od soupeření dvorských klik; proto se udržel ve funkcích při pádu Čang Šou-kueje i při rozbití skupiny kolem ředitele kanceláře Men-sia a císařova bratrance Li Š’-č’ho v letech 746–747, a to přestože Li Š’-č’ a další postižení sloužili společně s An Lu-šanem na severovýchodní hranici. Roku 746 opět úspěšně válčil s Kitany a Tataby a následujícího roku obdržel další čestné tituly a vyznamenání. Jeho postavením neotřásla ani katastrofa roku 751, kdy Tatabové zničili jeho šedesátitisícové vojsko. Přízeň Li Lin-fua a císařovu důvěru doplňovala podpora císařovy nejoblíbenější konkubíny Jang Kuej-fej, kterou byl dokonce adoptován.

### Konflikt sJang Kuo-čungem a ztráta důvěry císaře
Po smrti Li Lin-fua začátkem roku 753 v tchangské vládě získal převahu hlavní ministr Jang Kuo-čung, příbuzný Jang Kuej-fej. Jang Kuo-čung An Lu-šanovi nevěřil, přesto si An Lu-šan ještě nějakou dobu udržel důvěru panovníka. Při An Lu-šanově návštěvě Čchang-anu začátkem roku 754 ho dokonce císař Süan-cung navrhl na hlavního ministra, to do stejného postavení, jako měl Jang Kuo-čung, což se Jangovi podařilo zmařit na poslední chvíli poukazem na An Lu-šanovu negramotnost. Tato záležitost generála a ministra jen ještě více znepřátelila.
Po An Lu-šanově odjezdu, ve snaze o získání důkazů o jeho zradě, přiměl Jang Kuo-čung čchanganské úřady k provedení prohlídky generálova domu v Čchang-anu. Prohlídka přinesla důkazy o přípravě vzpoury, na jejichž základě úřady zatkly a popravily dva generálovy služebníky. An Lu-šan si na to stěžoval u císaře, který potrestal městského správce Li Siena (člena císařského rodu a Jang Kuo-čungova nepřítele). Jangovi se také podařilo odstranit dva vysoce postavené úředníky s dobrými vztahy s An Lu-šanem, a sice Wej Č’a (správce Tchaj-jüanu a inspektor Che-tungu), který byl obviněn z korupce, a Ťi Weje, vysoce postaveného ministra, obviněného z přijetí úplatku od Wej Č’a. Napjaté vztahy mezi nejmocnějším generálem a nejmocnějším politikem říše přetrvávaly i roku 755, přičemž o Jangových krocích proti němu An Lu-šana zpravoval jeho nejstarší syn An Čching-cung žijící u císařského dvora. V létě 755 už An Lu-šan z obavy o svůj život odmítl přijet do Čchang-anu na An Čching-cungovu svatbu. Koncem roku o An Lu-šanově věrnosti začal pochybovat už i císař.

## Povstání

Leden–únor 756: neúspěšné pokusy povstalců o rozšíření území na jihu a východě, dobytí Cheng-čou na severu a tím obnovení spojení Fan-jangu s Luo-jangem

Červenec 756 – listopad 757: Povstalci dobývají Čchang-an, Tchangové ustupují na jiho- a severozápad. Neúspěšné tchangské pokusy o znovudobytí Čchang-anu, neúspěchy povstalců při snaze o postup na jih a východ. Povstání Li Lina na jihu.

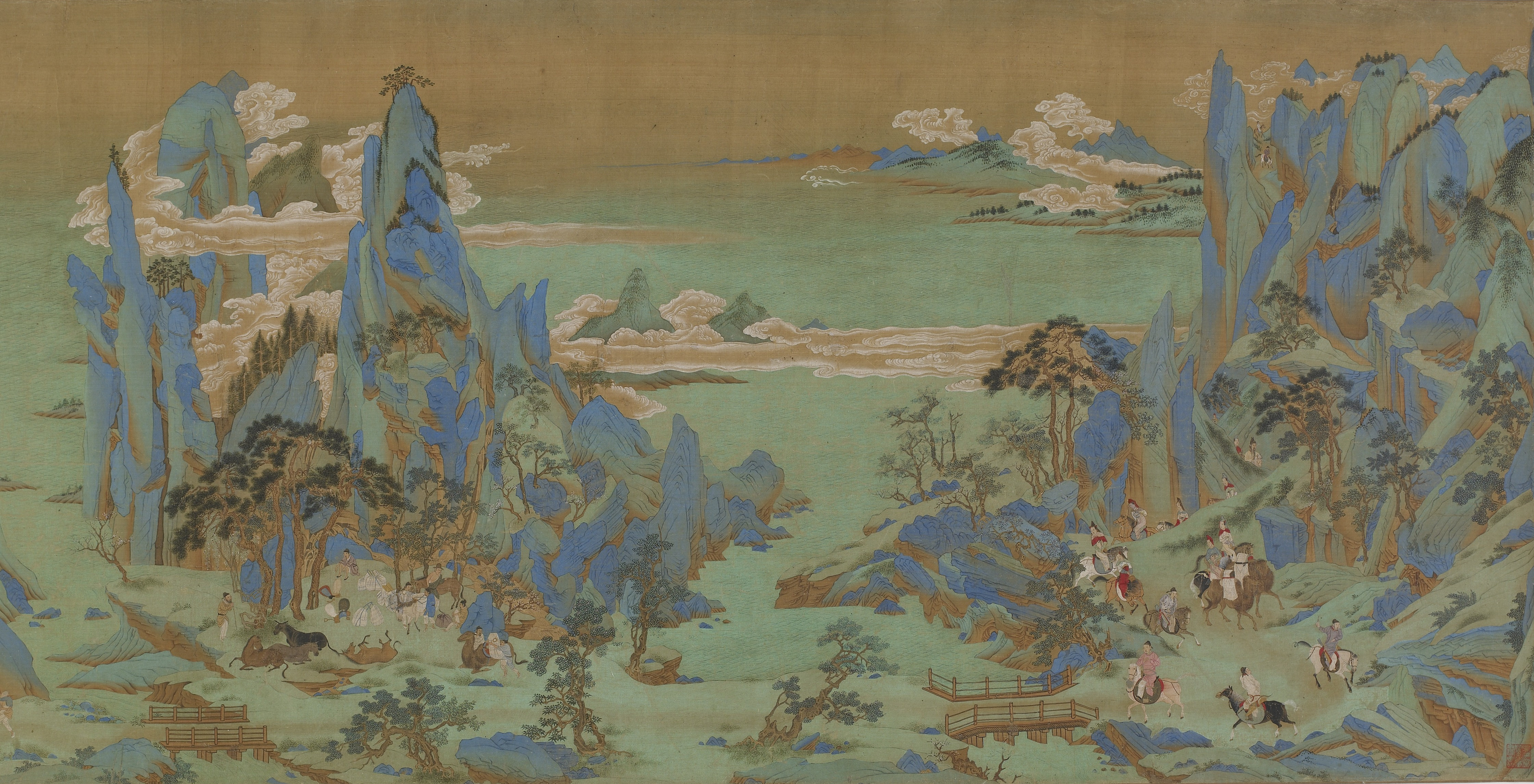
Putování císaře Ming-chuanga do S’-čchuanu, pozdně mingská kopie díla Čchiou Jinga (1494–1552)

V prosinci 755, poté co se dozvěděl, že ztratil podporu panovníka, se nakonec An Lu-šan vzbouřil. Prohlásil, že mu císař přikázal svrhnout Jang Kuo-čunga a 16. prosince 755 vyrazil z Fan-jangu na jih s asi 150 tisíci muži.
Na vzpouru císař Süan-cung reagoval zahájením odvodů v Che-tungu a okolí Luo-jangu, jmenováním zkušeného generála Feng Čchang-čchinga velitelem armády soustřeďované v Luo-jangu a popravou An Čching-cunga. An Lu-šanův příbuzný An S’-šun byl odvolán z místa ťie-tu-š’ Šuo-fangu (území severně od Čchang-anu a Ordos). Jeho místo zaujal dosavadní An S’-šunův podřízený Kuo C’-i, úspěšný generál z prominentní čínské úřednické rodiny a novým ťie-tu-š’ Che-tungu byl jmenován další bývalý An S’-šunův podřízený, kitanský generál Li Kuang-pi.
An Lu-šan zatím bez odporu prošel Chu-pejem a přitáhl k Žluté řece. Feng Čchang-čching nechal strhnout hlavní most přes řeku v Che-jangu, nicméně 8. ledna 756 rebelové řeku překročili více po proudu, severovýchodně od Luo-jangu, a obsadili blízké Pien-čou (dnešní Kchaj-feng) na Velkém kanálu. Tím přerušili dodávky potravin z jihu, na nichž bylo závislé zásobování obou hlavních měst. Poté pochodovali na Luo-jang. Feng Čchang-čching se s narychlo shromážděnými 60 tisíci odvedenci pokusil zablokovat postup rebelů v průsmyku Chu-lao, ale jeho armáda byla povstalci snadno rozprášena. Po dvou dalších bitvách rebelové 19. ledna obsadili Luo-jang a Feng ustoupil na západ do Šan-čou, na půl cestě do Čchang-anu, kde se spojil s padesátitisícovou armádou Kao Sien-č’ho. Oba generálové se rozhodli ustoupit více na západ a opevnit se v průsmyku Tchung, zatímco hlavní síly povstalců postoupily do Šan-čou a utábořily se tam. Dozírající eunuch Pien Ling-čcheng Feng Čchang-čchinga a Kao Sien-čho’ ve své zprávě zkritizoval za paniku při ústupu do Tchungského průsmyku, načež císař nechal oba generály popravit. Velitelem všech vládních vojsk v čchanganském regionu (Kuan-čungu) byl pak jmenován Ke-šu Chan, navzdory jeho špatnému zdraví, kvůli kterému mohl vykonávat funkci jen v omezené míře. Ke-šu Chan dosud velel vojskům na severozápadní hranici, od 747 byl ťie-tu-š’ Lung-jou a od roku 753 i Che-si. Ke-šu Chan s sebou přivedl většinu svých hraničářů, 80 tisíc mužů. V průsmyku Tchung pak s dalšími posilami soustředil 200 tisíc vojáků.
An Lu-šan zatím zůstával v Luo-jangu a 5. února 756, na čínský Nový rok, se prohlásil císařem říše Velká Jen a sestavil vlastní vládu. Následníkem trůnu jmenoval svého druhého syna An Čching-süa, nejstarší An Čching-cung žijící v Čchang-anu byl totiž po zahájení povstání tchangskými úřady popraven, společně s An Čching-süovou matkou.

Březen–červenec 756: tchangský protiútok v Che-peji, stabilizace fronty na jihu

Postup vedlejších armád rebelů z Pien-čou na východ a jihovýchod zastavila úspěšná obrana místních tchangských úředníků. Z Luo-jangu vyrazil další oddíl povstalců jihozápadním směrem na Teng-čou, kde však tamní správce Lu Kuej dostal pod své velení značné síly nabrané mezi nečínskými kmeny z Ling-nanu a Čchien-čungu (dnešní provincie Kuang-tung a Kuej-čou). Povstalci ho v Teng-čou oblehli, ale po příchodu posil z Čchang-anu je na jaře 756 vytlačil zpět na sever k Žluté řece. Současně na severu Che-tungu povstalci neuspěli při pokusu postoupit na západ a proniknout na sever Ordosu. Tchangská armáda Kuo C’-iho je vrhla zpět.
Největší problémy měli povstalci v Che-peji. Při rychlém průchodu regionem jej totiž dostatečně nezabezpečili. Během několika týdnů na počátku roku 756 se místní protchangští úředníci zorganizovali a v únoru 756 s 200 tisíci muži domobrany ovládli téměř celý Che-pej kromě severu kolem Fan-jangu a jihu v dosahu posádky Luo-jangu, čímž přerušili spojení rebelů s jejich základnou na severu. An Lu-šan vyslal do Che-peje armádu pod velením Š’ S’-minga. Ten, s pomocí současného útoku povstaleckých sil z Fan-jangu, porazil tchangské loajalisty v Cheng-čou na západě Che-peje a obnovil spojení s Fan-jangem, nicméně zbytek Che-peje zůstal pod kontrolou protchangských sil.
Od března do července 756 probíhaly v Che-peji těžké boje se střídavými úspěchy mezi místní protchangskou domobranou podpořenou tchangskými armádami Li Kuang-piho a Kuo C’-iho útočícími ze západu, z Che-tungu, a jenskými oddíly, především armádou Š’ S’-minga. Povstalci přitom nebyli schopni udržet spojení mezi svou základnou ve Fan-jangu a Luo-jangem. Ke-šu Chan zatím vyčkával v opevněném průsmyku Tchung a sledoval neúspěchy rebelů v Che-peji. Povstalci se po ztrátě většiny Che-peje nacházeli v těžké situaci. An Lu-šan byl v Luo-jangu oddělen od své základny na severu, rozšířit ovládané území jihozápadním, jižním ani jihovýchodním směrem se mu nepodařilo, a proto dokonce zvažoval ústup „domů“ na sever do Fan-jangu.
Pod dojmem zpráv o neúspěších a demoralizaci povstalců císař přikázal Ke-šu Chanovi zaútočit na Šen-čou a Luo-jang. Ke-šu Chan se odmítl vzdát výhody opevněné pozice, podpořili ho i Li Kuang-pi a Kuo C’-i. Na naléhání Jang Kuo-čunga však císař rozkaz opakoval a Ke-šu Chanovi nezbylo než jej splnit. V polovině července vytáhl proti rebelům, ale po dvou dnech byla jeho armáda zaskočena a rozprášena v bitvě u Ling-pao. Sám Ke-šu Chan padl do zajetí a po několika měsících byl popraven. Katastrofální porážka tchangské armády jedním rázem zvrátila strategickou situaci. Povstalci obsadili průsmyk Tchung a mezi nimi a Čchang-anem nebyl nikdo, kdo by se jim mohl postavit na odpor.
Císař Süan-cung reagoval útěkem do S’-čchuanu. Na cestě, v Ma-wej západně od Čchang-anu, vzbouření vojáci doprovodu zabili Jang Kuo-čenga a donutili císaře souhlasit s popravou Jang Kuej-feje. Süan-cung poté pokračoval na jihozápad a usadil se v s’čchuanském I-čou (dnešní Čcheng-tu), zatímco jeho syn, korunní princ, odešel na severozápad do Ling-wu na Žluté řece. Zde se 12. srpna prohlásil za císaře (znám je jako Su-cung). Vzhledem k diskreditaci režimu jeho otce, byl nový císař tchangskými loajalisty bez problémů uznán. Poté, co se to dozvěděl, i Süan-cung uznal jeho povýšení.
Rebelové mezitím obsadili Čchang-an, zatímco tchangská armáda v Che-peji ustoupila na západ, k ochraně nového císaře. Su-cung a jeho dvůr se soustředil na znovudobytí Čchang-anu. Tchangské pokusy o útok v čchanganské oblasti na podzim 756 a na jaře 757 ale skončily s velkými ztrátami neúspěchem. Rebelové sice odrazili tchangská vojska, nerozšířili však významně své území a jejich pokusy o obsazení jižní Číny ztroskotaly na úspěšné obraně tchangských loajalistů.

## Smrt, nástupce
An Lu-šanovo zdraví nebylo roku 756 dobré a začátkem roku 757 se ještě zhoršilo. Trpěl svou otylostí, kvůli které stěží mohl chodit, kožními vyrážkami, takřka oslepl. Na nemoc reagoval násilnickým a vznětlivým chováním, trestal a popravoval podřízené za nepatrné přestupky. Jeho nejbližší důvěrníci, kteří trpěli jeho náladami, generál Jen Čuang a eunuch Li Ču-er se proto spojili s An Čching-süem a rozhodli se An Lu-šana zavraždit. An Čching-sü se totiž ve svém postavení následníka necítil jistý, protože An Lu-šan jmenoval císařovnou svou oblíbenou manželku paní Tuan a An Čching-sü čekal, že ztratí své postavení ve prospěch jejího syna An Čching-ena. Dne 29. ledna 757 tak Jen Čuang a An Čching-sü hlídali dveře An Lu-šanova pokoje v paláci v Luo-jangu, zatímco Li Ču-er vnikl dovnitř místnosti a slepého císaře zabil.
Na trůn říše Jen poté nastoupil An Čching-sü, který však neměl otcovu autoritu. Bývalé An Lušanovo okolí v Luo-jangu nového povstaleckého císaře podpořilo, ale generálové An Lu-šanovy generace velící posádkám v Che-peji, včetně Š’ S’-minga, se ke svému novému císaři stavěli chladně. An Čching-sü byl dobrý bojovník a výtečný jezdec a střelec, ale nevynikal vůdčími schopnostmi, jeho vládu proto zpočátku řídil Jen Čuang (který koncem roku 757, po ztrátě Čchang-anu a Luo-jangu, přešel na tchangskou stranu) a poté další generálové. Po dvou letech, roku 761, Š’ S’-ming zavraždil An Čching-süa i s jeho nejvěrnějšími stoupenci a sám se prohlásil císařem státu Velká Jen.